# 鈴代紗弓
鈴代 紗弓（すずしろ さゆみ、1998年2月4日 - ）は、日本の女性声優である。神奈川県出身。アーツビジョン所属。

## 略歴
小学校の卒業式の後に教室で担任や友人と一緒に話していた時に「将来何になりたいか？」という話になり、教師に「紗弓は声が通るから、声優さんとかいいんじゃない？」と言われたのがきっかけで職業としての声優を知る。
中学時代には文化放送の超!A&G+のラジオを聴く機会があり、出演していた井口裕香を調べていたところ声優だと知り、「声優さんってラジオもやるんだ！」と思ったという。同時期に芝居にも興味を持ったり、熱中していたアニメの中に入ってみたいと思ったり、色々なことが重なって声優に興味を持ち始める。
高校2年生の頃にアルバイトをしながら日本ナレーション演技研究所に通う。
研修科一年目の時にオーディションで合格し、アーツビジョンに所属して、ゲーム『アルテイルクロニクル』で声優デビュー。2017年、『ラブライブ！サンシャイン!!』の女子生徒役でテレビアニメデビュー。2018年、『ハイスコアガール』の大野晶役で初のメインキャラクターを演じる。2019年、『荒野のコトブキ飛行隊』のキリエ役で初主演を果たす。2020年、第14回声優アワードで新人女優賞を受賞。
2024年、第18回声優アワードにて、テレビアニメ『ぼっち・ざ・ろっく』のユニット「結束バンド」として歌唱賞を受賞。

## 人物
趣味は、音楽鑑賞、写真撮影、ドライブ、食べること。特技は、ダンス。
幼少期は寒い日に外で水遊びをするような活発な少女であり、習い事では水泳、体操、新体操など、体を動かすことが好きであった。
父と共にキャッチボールをしたり、バッティングセンターへ行ったりしていた。今でも自分のグローブを持っていたり、バッティングセンターへ行っている。
同じアーツビジョン所属の福島潤とは養成所時代の講師と教え子という間柄であり、2019年に『映画 この素晴らしい世界に祝福を!紅伝説』で共演を果たしている。
カレーは苦手。
プライベートで宮本侑芽、稗田寧々と共にダイビングのライセンスを取りに行っている。

## 出演
太字はメインキャラクター。

### テレビアニメ
2017年
- ラブライブ!サンシャイン!!（女子生徒）
- アイドルマスター SideM（女子）
- クラシカロイド（女性、社員）
- このはな綺譚（眷属2）

2018年
- ハイスコアガール（2018年 - 2019年、大野晶、測定マシン） - 2シリーズ
- ガンダムビルドダイバーズ（リップ）
- ゆらぎ荘の幽奈さん（少女〈みっちゃん〉）
- あかねさす少女（学校放送、松朱子）
- ジョジョの奇妙な冒険 黄金の風（女の子1）
- やがて君になる（芹澤）
- PERSONA5 the Animation Dark Sun（女性アナウンサー）

2019年
- 荒野のコトブキ飛行隊（キリエ）
- かぐや様は告らせたい〜天才たちの恋愛頭脳戦〜（2019年 - 2023年、白銀圭） - 3シリーズ + 特別編
- マナリアフレンズ（生徒A）
- ぼくたちは勉強ができない（武元うるか） - 2シリーズ
- ワンパンマン（少年B）
- ダンジョンに出会いを求めるのは間違っているだろうかII（ルアン・エスペル）
- 通常攻撃が全体攻撃で二回攻撃のお母さんは好きですか?（ワイズ）
- Dr.STONE（2019年 - 2023年、シャベル、チョーク、村人） - 3シリーズ
- ライフル・イズ・ビューティフル（2019年 - 2020年、新田瀬玲奈）

2020年
- ハクション大魔王2020（小学生）
- A3!（生徒）
- 魔王学院の不適合者 〜史上最強の魔王の始祖、転生して子孫たちの学校へ通う〜（2020年 - 2024年、ヒムカ・ホウラ、ティティ） - 3シリーズ
- モンスター娘のお医者さん（イリィ）
- とある科学の超電磁砲T（弓箭猟虎）
- ひぐらしのなく頃に業（2020年 - 2021年、クラスメイト、女子） - 2シリーズ
- ラブライブ!虹ヶ咲学園スクールアイドル同好会（2020年 - 2022年、そうめん同好会部員 他） - 2シリーズ
- ミュークルドリーミー（阿本姫香）

2021年
- 2.43 清陰高校男子バレー部（末森荊）
- BLUE REFLECTION RAY/澪（杉浦佳奈）
- 86-エイティシックス-（2021年 - 2022年、クレナ・ククミラ） - 2シリーズ
- クレヨンしんちゃん（2021年 - 2023年、ヒロイン、アカネ、お姉さんB）
- 精霊幻想記（2021年 - 2024年、クリスティーナ＝ベルトラム） - 2シリーズ
- チート薬師のスローライフ〜異世界に作ろうドラッグストア〜（フェリス）
- ラブライブ!スーパースター!!
- 転生したらスライムだった件（2021年 - 2024年、ナインヘッド→クマラ） - 2シリーズ
- うらみちお兄さん（陸上部マネージャー）
- 大正オトメ御伽話（美鳥、策〈9歳〉）

2022年
- 失格紋の最強賢者（ルリイ＝アーベントロート）
- 薔薇王の葬列（アン）
- 現実主義勇者の王国再建記（サンドリア）
- 魔法使い黎明期（ホルト）
- くノ一ツバキの胸の内（アサガオ）
- パリピ孔明（コスプレイヤー）
- 乙女ゲー世界はモブに厳しい世界です（クラリス）
- ようこそ実力至上主義の教室へ（2022年 - 2024年、山下沙希） - 2シリーズ
- 異世界薬局（松本）
- シャインポスト（青天国春）
- ふしぎ駄菓子屋 銭天堂（日高桃子）
- ぼっち・ざ・ろっく！（2022年 - 、伊地知虹夏） - 2シリーズ
- 機動戦士ガンダム 水星の魔女（2022年 - 2023年、レネ・コスタ） - 2シリーズ
- 虫かぶり姫（サラ）

2023年
- ブルーロック（成早星奈）
- 人間不信の冒険者たちが世界を救うようです（レイナ）
- イジらないで、長瀞さん 2nd Attack（須ノ宮）
- もういっぽん!（綾瀬鈴）
- 吸血鬼すぐ死ぬ2（ルリ）
- この素晴らしい世界に爆焔を!（どどんこ）
- 女神のカフェテラス（2023年 - 2024年、鶴河秋水） - 2シリーズ
- 青のオーケストラ（篠崎、青野一〈幼少期〉）
- うちの会社の小さい先輩の話（山岸愛子）
- アンデッドガール・マーダーファルス（アニー・ケルベル）
- 贄姫と獣の王（リチャード）
- ウマ娘 プリティーダービー Season 3（サトノクラウン）
- ゴブリンスレイヤーII（圃人剣士）
- ひきこまり吸血姫の悶々（ヴィルヘイズ）
- 帰還者の魔法は特別です（ロマンティカ・エル）
- SHY（2023年 - 2024年、レディ・ブラック） - 2シリーズ

2024年
- 葬送のフリーレン（ラヴィーネ）
- 望まぬ不死の冒険者（リナ）
- 花野井くんと恋の病（里村紗都美）
- ブルーアーカイブ The Animation（ノア）
- 神は遊戯に飢えている。（サキ）
- ダンジョンの中のひと（ベル）
- FAIRY TAIL 100年クエスト（2024年 - 2025年、トウカ / 白魔導士 / ファリス）
- 異世界失格（タマ / マチルダ）
- なぜ僕の世界を誰も覚えていないのか?（サキ）
- 逃げ上手の若君（亜也子）
- 杖と剣のウィストリア（エマ・クレバー）
- 多数欠（蛯名光）
- 戦国妖狐 千魔混沌編（無の民、斬蔵の息子）
- 2.5次元の誘惑（ノノア〈乃愛〉）
- 魔法使いになれなかった女の子の話（サリィ＝アンドル）

2025年
- クラスの大嫌いな女子と結婚することになった。（石倉陽鞠）
- 不遇職【鑑定士】が実は最強だった（ウルスラ）
- 男女の友情は成立する?（いや、しないっ!!）（犬塚日葵）
- 九龍ジェネリックロマンス（小黒）
- ざつ旅-That's Journey-（蓮沼暦）
- 鬼人幻燈抄（梓屋薫）
- ヴィジランテ-僕のヒーローアカデミア ILLEGALS-（由羽）
- 神椿市建設中。（エリカ）
- 追放者食堂へようこそ!（ヘンリエッタ）
- 青春ブタ野郎はサンタクロースの夢を見ない（中郷蘭子）
- フードコートで、また明日。（和田の元親友）
- 姫騎士は蛮族の嫁（セラフィーナ・ド・ラヴィラント）
- 友達の妹が俺にだけウザい（小日向彩羽）

2026年
- 正反対な君と僕（鈴木）
- 真夜中ハートチューン（霧乃イコ）
- クラスで2番目に可愛い女の子と友だちになった（天海夕）
- 綺麗にしてもらえますか。（金目綿花奈）

時期未定
- 魔法少女育成計画 restart（夢ノ島ジェノサイ子）
- 29歳独身中堅冒険者の日常（リルイ）

### 劇場アニメ
2019年
- 映画 この素晴らしい世界に祝福を!紅伝説（どどんこ）

2020年
- 劇場版 ハイスクール・フリート（野際啓子）
- 荒野のコトブキ飛行隊 完全版（キリエ）

2021年
- アイの歌声を聴かせて（井上）
- 劇場版 ソードアート・オンライン -プログレッシブ- 星なき夜のアリア

2022年
- 劇場版 転生したらスライムだった件 紅蓮の絆編（国民）

2023年
- 青春ブタ野郎はおでかけシスターの夢を見ない（中郷蘭子）

2024年
- 劇場総集編ぼっち・ざ・ろっく！ Re:（伊地知虹夏）
- 劇場総集編ぼっち・ざ・ろっく！ Re:Re:（伊地知虹夏）
- 数分間のエールを（織重黎）

### OVA
2019年
- ハイスコアガール（大野晶）
- まじもじるるも 完結編（フーセンの少女 / 魔王） - 原作第3部コミックス第9巻OAD付限定版
- ぼくたちは勉強ができない（武元うるか）- コミックス第14・16巻アニメBD同梱版

2021年
- かぐや様は告らせたい?〜天才たちの恋愛頭脳戦〜（白銀圭） - コミックス第22巻OVA付き同梱版

### Webアニメ
- 先生、ちょっとお時間いただけますか？（2022年、生塩ノア）
- 先生、ちょっとお時間いただきます！（2023年、生塩ノア）

### ゲーム
時期不明
- 放置少女
- 陰陽おとぎソール
- 白猫プロジェクト

2018年
- LORD of VERMILION IV（大野晶）
- アルテイルクロニクル（ミズキ）

2019年
- 荒野のコトブキ飛行隊 大空のテイクオフガールズ!（キリエ）
- メリーガーランド（カシュ）
- 禍つヴァールハイト（カティ）
- アズールレーン（2019年 - 2024年、U-101、ナポリ）
- ブラウンダスト（ネフィル）
- クイズRPG 魔法使いと黒猫のウィズ（ジェニファー・アボット）
- デスティニーチャイルド（サロメ）
- 異世界で始める偉人大戦争 〜陣取りしてみませんか〜（豊臣秀吉）

2020年
- CARAVAN STORIES（キンカクギンカクのキンカク）
- マルコと銀河竜（ラッカ・イセザキ）
- ステリアデイズ・ウィキッド（セレン）
- キングダムオブヒーロー（メリー）
- 東方キャノンボール（堀川雷鼓）
- ステーションメモリーズ!（黄陽レイカ〈2代目〉）
- アークナイツ（ジャッキー）
- ライザのアトリエ2 〜失われた伝承と秘密の妖精〜（カサンドラ・カペリ）
- とある魔術の禁書目録 幻想収束（弓箭猟虎）

2021年
- WAR OF THE VISIONS ファイナルファンタジー ブレイブエクスヴィアス 幻影戦争（リューエル）
- 時計仕掛けのアポカリプス（ラチア・フィーリッツ）
- シノビマスター 閃乱カグラ NEW LINK（雨音）
- 精霊幻想記アナザーテイル（クリスティーナ）
- パズルガールズ（大潮）
- ラグナドール 妖しき皇帝と終焉の夜叉姫（火車）

2022年
- 東方ダンマクカグラ（橙）
- 乙女ゲームの破滅フラグしかない悪役令嬢に転生してしまった… 〜波乱を呼ぶ海賊〜（リリアナ）
- ミコノート はれときどきけがれ（オニヒメ）
- 超次元ゲイム ネプテューヌ Sisters vs Sisters（マホ / グレイシスター）
- 雀魂（白銀圭）
- 東方電幻景（橙）
- 失格紋の最強賢者 〜導刻の冒険譚〜 The Ultimate Reincarnation（ルリイ＝アーベントロート）
- ブルーアーカイブ -Blue Archive-（2022年 - 2023年、生塩ノア）
- 共闘ことばRPG コトダマン（2022年 - 2024年、ントレンテ、伊地知虹夏）
- きららファンタジア（伊地知虹夏）

2023年
- BLUE REFLECTION SUN/燦（森崎アレシア優）
- ウマ娘 プリティーダービー（2023年 - 2024年、サトノクラウン）
- えとはなっ!〜干支っ娘・花札バトル〜（犬神コウ）
- 無期迷途（リン）
- 原神（綺良々）
- Epic Seven（アビゲイル）
- ブラウンダスト2（ルヴィア）
- 超探偵事件簿 レインコード（死に神ちゃん）
- アラド戦記（アーチャー）
- マギアレコード 魔法少女まどか☆マギカ外伝（アマリュリス / ユニア）
- リアセカイ（チッタ）
- 崩壊:スターレイル（寒鴉）
- 八月のシンデレラナイン（今田杏珠）

2024年
- Fate/Grand Order（アンドロメダ）
- ユニコーンオーバーロード（キトラ）
- 東方スペルカーニバル（比那名居天子）
- 岩倉アリア（北川壱子）
- マブラヴ：ディメンションズ（クレナ・ククミラ）
- 東方幻想エクリプス（火焔猫燐）
- プリンセスコネクト!Re:Dive（ルイズマリー）
- 聖剣伝説 VISIONS of MANA（フランソワーズ）
- ウマ娘 プリティーダービー 熱血ハチャメチャ大感謝祭!（サトノクラウン）
- カルドアンシェル（頭巾を被った少女 / 赤ずきん / 原典:赤ずきん）
- ロマンシング サガ2 リベンジオブザセブン（ウィンディ）
- 魔女のふろーらいふ（トトア）
- 箱庭開拓 ハムスターと太陽の里
- メメントモリ（メリア）

2025年
- 天月麻雀（海月）
- ユミアのアトリエ ～追憶の錬金術士と幻創の地～（ウィルマ・ルッター）
- モンスターストライク（ノノア、伊地知虹夏）
- シャインポスト Be Your アイドル!（青天国春）
- みんなのGOLF WORLD（アヤ）
- 魔法使いの嫁 盛夏の幻と夢見る旅路（レティ）
- D.C. Re:tune 〜ダ・カーポ〜 リチューン（水越萌）
- 根暗なクラスメイトが俺の胃袋を掴んで放してくれない（前田美冬）

### ドラマCD
- 29とJK（2019年、夏川真織[148]） - 6巻ドラマCD付き限定特装版
- 精霊幻想記（2019年、クリスティーナ・ベルトラム[149]） - 小説14巻ドラマCD付き特装版
- 友達の妹が俺にだけウザい（2020年 - 2022年、小日向彩羽[150]） - 小説4・5・7・8・9巻ドラマCD付き特装版
- ドラマCD「朧月のレゴリス アリス・ギア・アイギス外伝」ようこそムラクモ町田へ / ドラマCD「朧月のレゴリス アリス・ギア・アイギス外伝」ムラクモ町田のマイ・フェア・レディ（2023年、四月朔日水羽[151]） - 2作品
- Lie:verse LiarsドラマCD「覚醒者たちは《ジャスタウェイ》に踊る」（2023年、斑鳩カナン[152]）

### オーディオドラマ
2010年代
- LisBo『中田ステーションセブン』オーディオドラマ（2018年、岡野孝幸〈少年時代〉、小田愛）

2020年代
- ピクチャーボイスドラマプロジェクト「VOISCAPE」（2022年、中沢栞）
- 幼馴染と結婚の約束をしたけど、思春期を迎えて距離が出来ました。（2023年、真仲ひかる）
- いっしょぐらし 〜アホっ子彼女編〜（2023年、館林春香）
- 【ブルーアーカイブ】ノアASMR〜めげないあなたのすぐ横で〜（2024年、ノア）

### デジタルコミック
- モトカレ←リトライ（2022年、羽木蜜）
- 売られた辺境伯令嬢は隣国の王太子に溺愛される（2023年、アンナ＝ハルミッヒ[157]）
- クラスで2番目に可愛い女の子と友だちになった （2023年、天海夕[158]）
- 夢見るメイドのティータイム（2023年、春山あずき[159]）
- 冷たくて 柔らか（2023年、宝[160]）
- 鵺の陰陽師（2023年、周防七咲）
- スタジオカバナ（2023年、牧ゆかり[161]）
- Lie:verse Liars（2023年、斑鳩カナン[162]）

### CM・PV
- スタジオカバナ PV（2022年、牧ゆかり[163][161]）
- 日本中央競馬会 ブランドCM「今日、私の物語が走ります。」（2023年、診療助手[164]）
- 太陽よりも眩しい星 スペシャルPV（2023年、岩田朔英[165]）
- 冷たくて 柔らか PV（2023年、宝[166]）

### ラジオ
※はインターネット配信。
- 鈴代紗弓のスズならす？（2019年、超!A&G+※、AG-ON Premium※）[167]
- 荒野のコトブキ飛行隊 公式Web番組『コトブキ通信』（2019年 - 、YouTube※）
- はーい!鈴代です! 今行きまーす!（2019年 - 、超!A&G+※）
- 友達の妹がラジオでもウザい（2019年 - 、YouTube※・Twitter※）[168] - 不定期更新
- 稗田寧々 鈴代紗弓のコーラルマイク（2020年 - 、音泉※）[169]
  - PUI PUI ネネカー（第15回、ドライバー役）
- 失格紋の最強RADIO（2021年 - 音泉※、YouTube※）[170]
- RADIO VOISCAPE（2022年-、超!A&G+）
- 男子禁制!?くノ一ラジオの胸の内（2022年 - 、音泉※）[171]
- ぼっち・ざ・らじお！（2022年 - 、音泉※・YouTube※）交代制パーソナリティ
- 千葉翔也・鈴代紗弓 ONSEN！SHOW・TIME！（2023年 - 、音泉YouTubeチャンネル※）[172]
- 帰還者のラジオは特別です（2023年 - 、音泉※）[173]

### インターネット番組
- ひよっこでっばい部!（2020年 - 2021年、ニコニコ生放送）[174]
- 鈴代と楠木のガンガンGAちゃんねるいもウザスペシャル（2020年7月9日、YouTube・ニコニコ動画）[175]
- 鈴代と楠木のガンガンGAちゃんねる（2021年 - 、YouTube・ニコニコ動画）[176] - 4組のローテーションにて月1配信

### その他コンテンツ
- ショップジャパン『シンプリーストレート』（ボイスオーバー）
- 週刊みらい文庫ちゃんねる『この声とどけ』作品紹介（2018年、藍内陽菜[3][177]）
- audiobook.jp『ひと』オーディオブック（2020年、八重樫青葉[178]）

## ディスコグラフィ

### キャラクターソング
| 発売日         | 商品名                                                                                            | 歌 | 楽曲                                                                                | 備考                                                                                            |
| -------------- | ------------------------------------------------------------------------------------------------- | --- | ----------------------------------------------------------------------------------- | ----------------------------------------------------------------------------------------------- |
| 2019年1月30日  | 翼を持つ者たち                                                                                    | コトブキ飛行隊 | 「翼を持つ者たち」                                                                  | テレビアニメ『荒野のコトブキ飛行隊』エンディングテーマ                                          |
| 2019年1月30日  | 翼を持つ者たち                                                                                    | コトブキ飛行隊 | 「太陽が呼んだ虹」                                                                  | テレビアニメ『荒野のコトブキ飛行隊』関連曲                                                      |
| 2019年3月13日  | コトブキ飛行隊、一曲入魂！                                                                        | キリエ（鈴代紗弓） | 「LIMITLESS∞DREAM」                                                                 | テレビアニメ『荒野のコトブキ飛行隊』関連曲                                                      |
| 2019年9月25日  | ぼくたちは勉強ができない BD・DVD第4巻特典CD                                                       | 武元うるか（鈴代紗弓） | 「太陽とドルフィンキック」                                                          | テレビアニメ『ぼくたちは勉強ができない』関連曲                                                  |
| 2019年10月30日 | 通常攻撃が全体攻撃で二回攻撃のお母さんは好きですか？ BD・DVD第2巻特典CD                           | ワイズ（鈴代紗弓） | 「殺して生かして殺して生かすわよ!?」                                                | テレビアニメ『通常攻撃が全体攻撃で二回攻撃のお母さんは好きですか？』関連曲                      |
| 2020年2月26日  | ぼくたちは勉強ができない！ BD・DVD第3巻特典CD                                                     | 武元うるか（鈴代紗弓） | 「水平線でクイックターン」                                                          | テレビアニメ『ぼくたちは勉強ができない！』関連曲                                                |
| 2020年6月24日  | ぼくたちは勉強ができない！ BD・DVD第6巻特典CD                                                     | 武元うるか（鈴代紗弓） | 「星空のプレリュード」                                                              | テレビアニメ『ぼくたちは勉強ができない！』挿入歌                                                |
| 2021年2月15日  | Twin Stars                                                                                        | ASTRAM | 「イルシオン」 「スターロア」                                                       | 『AKROGLAM』関連曲                                                                              |
| 2021年2月24日  | 魔王学院の不適合者 〜史上最強の魔王の始祖、転生して子孫たちの学校へ通う〜 BD・DVD第6巻特典CD      | アノス・ファンユニオン | 「世界が愛に満ちるように」                                                          | テレビアニメ『魔王学院の不適合者 〜史上最強の魔王の始祖、転生して子孫たちの学校へ通う〜』挿入歌 |
| 2021年9月10日  | NEON SKY                                                                                          | ニナ（鈴代紗弓） | 「変わらないもの」                                                                  | 『AKROGLAM』関連曲                                                                              |
| 2022年2月28日  | AKROGLAM                                                                                          | ASTRAM | 「Never Let Go」 「True Colors」 「アスタラビスタ」                                 | 『AKROGLAM』関連曲                                                                              |
| 2022年7月6日   | くノ一ツバキの胸の内 あかね組音楽集                                                               | ツバキ（夏吉ゆうこ）、サザンカ（根本京里）、アサガオ（鈴代紗弓） | 「あかね組活動日誌 〜戌班〜」                                                       | テレビアニメ『くノ一ツバキの胸の内』エンディングテーマ                                          |
| 2022年7月6日   | くノ一ツバキの胸の内 あかね組音楽集                                                               | あかね組ねうしとらうたつみうまひつじさるとりいぬい | 「あかね組活動日誌 〜ねうしとらうたつみうまひつじさるとりいぬい大集合！〜」         | テレビアニメ『くノ一ツバキの胸の内』エンディングテーマ                                          |
| 2022年8月17日  | ワンダー・スターター/パレットガールズ                                                             | TINGS | 「ワンダー・スターター」                                                            | テレビアニメ『シャインポスト』オープニングテーマ                                                |
| 2022年8月17日  | ワンダー・スターター/パレットガールズ                                                             | TINGS | 「パレットガールズ」                                                                | テレビアニメ『シャインポスト』エンディングテーマ                                                |
| 2022年9月19日  | Life goes on!                                                                                     | TINGS | 「Life goes on!」                                                                   | 『シャインポスト』関連曲                                                                        |
| 2022年9月19日  | Snow Leaves                                                                                       | TINGS | 「Snow Leaves」                                                                     | 『シャインポスト』関連曲                                                                        |
| 2022年9月19日  | 春風に乗って                                                                                      | TINGS | 「春風に乗って」                                                                    | 『シャインポスト』関連曲                                                                        |
| 2022年10月26日 | SHINEPOST Character Song Collection                                                               | TINGS | 「TOKYO WATASHI COLLECTION」 「一歩前ノセカイ」 「Yellow Rose」 「Be Happy Time!!」 | 『シャインポスト』関連曲                                                                        |
| 2022年10月26日 | SHINEPOST Character Song Collection                                                               | TINGS | 「Be Your Light!!」 「On Your Mark!!」                                              | テレビアニメ『シャインポスト』挿入歌                                                            |
| 2022年12月28日 | 結束バンド                                                                                        | 結束バンド［伊地知虹夏（鈴代紗弓）］ | 「なにが悪い」                                                                      | テレビアニメ『ぼっち・ざ・ろっく！』エンディングテーマ                                          |
| 2023年3月29日  | ウマ娘 プリティーダービー WINNING LIVE 11                                                         | スペシャルウィーク（和氣あず未）、トウカイテイオー（Machico）、テイエムオペラオー（徳井青空）、ナリタブライアン（衣川里佳）、シンボリルドルフ（田所あずさ）、マヤノトップガン（星谷美緒）、マンハッタンカフェ（小倉唯）、アグネスタキオン（上坂すみれ）、アドマイヤベガ（咲々木瞳）、マーベラスサンデー（三宅麻理恵）、ミスターシービー（天海由梨奈）、ツインターボ（花井美春）、サトノダイヤモンド（立花日菜）、キタサンブラック（矢野妃菜喜）、サクラローレル（真野美月）、ナリタトップロード（中村カンナ）、シンボリクリスエス（春川芽生）、タニノギムレット（松岡美里）、メジロラモーヌ（東山奈央）、サトノクラウン（鈴代紗弓）、シュヴァルグラン（夏吉ゆうこ）、ジャングルポケット（藤本侑里） 、カツラギエース（藤原夏海） | 「DRAMATIC JOURNEY」                                                                | ゲーム『ウマ娘 プリティーダービー』関連曲                                                       |
| 2023年3月29日  | ウマ娘 プリティーダービー WINNING LIVE 11                                                         | スペシャルウィーク（和氣あず未）、トウカイテイオー（Machico）、ウオッカ（大橋彩香）、テイエムオペラオー（徳井青空）、ナリタブライアン（衣川里佳）、シンボリルドルフ（田所あずさ）、マヤノトップガン（星谷美緒）、マンハッタンカフェ（小倉唯）、アグネスタキオン（上坂すみれ）、アドマイヤベガ（咲々木瞳）、マーベラスサンデー （三宅麻理恵）、ミスターシービー（天海由梨奈）、ツインターボ（花井美春）、サトノダイヤモンド（立花日菜）、キタサンブラック（矢野妃菜喜）、ツルマルツヨシ（青山吉能）、サクラローレル（真野美月）、ナリタトップロード（中村カンナ）、シンボリクリスエス（春川芽生）、タニノギムレット（松岡美里）、メジロラモーヌ（東山奈央）、サトノクラウン（鈴代紗弓）、シュヴァルグラン（夏吉ゆうこ）、ジャングルポケット（藤本侑里）、カツラギエース（藤原夏海） | 「うまぴょい伝説」                                                                  | ゲーム『ウマ娘 プリティーダービー』関連曲                                                       |
| 2023年5月10日  | イジらないで、長瀞さん 2nd Attack BD第3巻特典CD                                                   | 須ノ宮（鈴代紗弓） | 「Aegis of Love」                                                                   | テレビアニメ『イジらないで、長瀞さん 2nd Attack』関連曲                                         |
| 2023年5月24日  | 光の中へ                                                                                          | 結束バンド | 「光の中へ」                                                                        | テレビアニメ『ぼっち・ざ・ろっく！』関連曲                                                      |
| 2023年9月6日   | ウマ娘 プリティーダービー WINNING LIVE 13                                                         | ナリタブライアン（衣川里佳）、マヤノトップガン（星谷美緒）、アドマイヤベガ（咲々木瞳）、イナリワン（井上遥乃）、サトノダイヤモンド（立花日菜）、キタサンブラック（矢野妃菜喜）、ヤエノムテキ（日原あゆみ）、サクラローレル（真野美月）、ナリタトップロード（中村カンナ）、サトノクラウン（鈴代紗弓）、シュヴァルグラン（夏吉ゆうこ）、ネオユニヴァース（白石晴香）、ヒシミラクル（春日さくら） | 「トレセン音頭」                                                                    | ゲーム『ウマ娘 プリティーダービー』関連曲                                                       |
| 2023年9月6日   | ウマ娘 プリティーダービー WINNING LIVE 13                                                         | ナリタブライアン（衣川里佳）、マヤノトップガン（星谷美緒）、ライスシャワー（石見舞菜香）、アドマイヤベガ（咲々木瞳）、イナリワン（井上遥乃）、ミスターシービー（天海由梨奈）、マチカネタンホイザ（遠野ひかる）、イクノディクタス（田澤茉純）、ツインターボ（花井美春）、サトノダイヤモンド（立花日菜）、キタサンブラック（矢野妃菜喜）、ヤエノムテキ（日原あゆみ）、サクラローレル（真野美月）、ナリタトップロード（中村カンナ）、サトノクラウン（鈴代紗弓）、シュヴァルグラン（夏吉ゆうこ）、ホッコータルマエ（菊池紗矢香）、ネオユニヴァース（白石晴香）、ヒシミラクル（春日さくら） | 「うまぴょい伝説」                                                                  | ゲーム『ウマ娘 プリティーダービー』関連曲                                                       |
| 2023年9月16日  | ウマ娘 プリティーダービー Solo Vocal Tracks Vol.7 5th EVENT ARENA TOUR GO BEYOND -GAZE-           | サトノクラウン（鈴代紗弓） | 「Everlasting BEATS（Game Size）」                                                  | ゲーム『ウマ娘 プリティーダービー』関連曲                                                       |
| 2023年11月1日  | ウマ娘 プリティーダービー Season 3 ANIMATION DERBY Season 3 vol.1「ソシテミンナノ」               | キタサンブラック（矢野妃菜喜）、サトノダイヤモンド（立花日菜）、サトノクラウン（鈴代紗弓）、シュヴァルグラン（夏吉ゆうこ）、サウンズオブアース（MAKIKO）、ドゥラメンテ（秋奈） | 「ソシテミンナノ」                                                                  | テレビアニメ『ウマ娘 プリティーダービー Season 3』オープニングテーマ                            |
| 2023年11月1日  | ウマ娘 プリティーダービー Season 3 ANIMATION DERBY Season 3 vol.1「ソシテミンナノ」               | キタサンブラック（矢野妃菜喜）、サトノダイヤモンド（立花日菜）、サトノクラウン（鈴代紗弓）、シュヴァルグラン（夏吉ゆうこ）、サウンズオブアース（MAKIKO）、ドゥラメンテ（秋奈） | 「うまぴょい伝説」                                                                  | テレビアニメ『ウマ娘 プリティーダービー Season 3』関連曲                                        |
| 2023年11月29日 | 「青春ブタ野郎はおでかけシスターの夢を見ない」Blu-ray＆DVD 特典Original Soundtrack                | スイートバレット | 「ミューズになっちゃう」 「オトメノート」                                           | 劇場アニメ『青春ブタ野郎はおでかけシスターの夢を見ない』挿入歌                                  |
| 2024年1月10日  | TVアニメ『ウマ娘 プリティーダービー Season 3』ANIMATION DERBY Season 3 vol.3 Original Sound Track | キタサンブラック（矢野妃菜喜）、サトノダイヤモンド（立花日菜）、サトノクラウン（鈴代紗弓）、シュヴァルグラン（夏吉ゆうこ）、サウンズオブアース（MAKIKO）、ドゥラメンテ（秋奈）、トウカイテイオー（Machico）、メジロマックイーン（大西沙織）、ゴールドシップ（上田瞳）、スペシャルウィーク（和氣あず未）、サイレンススズカ（高野麻里佳）、ウオッカ（大橋彩香）、ダイワスカーレット（木村千咲）、ナイスネイチャ（前田佳織里）、ツインターボ（花井美春）、イクノディクタス（田澤茉純）、マチカネタンホイザ（遠野ひかる）、ロイスアンドロイス（田辺留依）、ヴィルシーナ（奥野香耶）、ヴィブロス（伊藤彩沙）、シンボリルドルフ（田所あずさ）、エアグルーヴ（青木瑠璃子）、ミホノブルボン（長谷川育美）、ライスシャワー（石見舞菜香）、サクラバクシンオー（三澤紗千香）、トーセンジョーダン（鈴木絵理）、マチカネフクキタル（新田ひより）、メイショウドトウ（和多田美咲）、メジロパーマー（のぐちゆり）、ダイタクヘリオス（山根綺）、コパノリッキー（稲垣好） | 「うまぴょい伝説」                                                                  | テレビアニメ『ウマ娘 プリティーダービー Season 3』エンディングテーマ                            |
| 2024年3月6日   | ウマ娘 プリティーダービー WINNING LIVE 16                                                         | サトノクラウン（鈴代紗弓） | 「Confident」                                                                       | ゲーム『ウマ娘 プリティーダービー』関連曲                                                       |
| 2024年3月6日   | ウマ娘 プリティーダービー WINNING LIVE 16                                                         | スペシャルウィーク（和氣あず未）、オグリキャップ（高柳知葉）、ゴールドシップ（上田瞳）、ナリタブライアン（衣川里佳）、タマモクロス（大空直美）、マンハッタンカフェ（小倉唯）、アグネスタキオン（上坂すみれ）、サトノダイヤモンド（立花日菜）、キタサンブラック（矢野妃菜喜）、サクラローレル（真野美月）、サトノクラウン（鈴代紗弓）、シュヴァルグラン（夏吉ゆうこ）、ヴィルシーナ（奥野香耶）、ジャングルポケット（藤本侑里）、ドゥラメンテ（秋奈）、ラインクラフト（小島菜々恵）、シーザリオ（佐藤榛夏）、オルフェーヴル（日笠陽子）、ジェンティルドンナ（芹澤優）、ウインバリアシオン（月城日花） | 「うまぴょい伝説」                                                                  | ゲーム『ウマ娘 プリティーダービー』関連曲                                                       |
| 2024年10月24日 | カルドアンシェル パッケージ限定版付属サウンドトラックCD                                           | 頭巾を被った少女（鈴代紗弓） | マヨイモリ                                                                          | ゲーム『 カルドアンシェル』関連曲                                                               |
| 2024年10月24日 | カルドアンシェル パッケージ限定版付属サウンドトラックCD                                           | 赤ずきん（鈴代紗弓） | ケモノモリ                                                                          | ゲーム『 カルドアンシェル』関連曲                                                               |
| 2024年10月24日 | カルドアンシェル パッケージ限定版付属サウンドトラックCD                                           | 原典:赤ずきん（鈴代紗弓） | アカイモリ                                                                          | ゲーム『 カルドアンシェル』関連曲                                                               |
| 2024年11月6日  | 「結束バンド」EP 『We will』                                                                      | 結束バンド［伊地知虹夏（鈴代紗弓）］ | 「UNITE」                                                                           | テレビアニメ『ぼっち・ざ・ろっく！』関連曲                                                      |
| 2024年11月27日 | プリンセスコネクト！Re:Dive PRICONNE CHARACTER SONG 42                                            | ノゾミ（日笠陽子）、ルイズマリー（鈴代紗弓）、イロハ（青山吉能）、ソノ（井上ほの花） | 「Dance in the Fragrance」                                                          | ゲーム『プリンセスコネクト！Re:Dive』挿入歌                                                     |
| 2024年12月18日 | Release Sigh                                                                                      | 天乃リリサ（前田佳織里）、橘美花莉（鬼頭明里）、ノノア（鈴代紗弓）、喜咲アリア（渡部紗弓） | 「Release Sigh」                                                                    | テレビアニメ『2.5次元の誘惑』2クール目エンディング曲                                            |
| 2024年12月25日 | きらら トリビュート コレクション「結束バンドの歌ってみた」                                        | 結束バンド［伊地知虹夏（鈴代紗弓）］ | 「SHINY DAYS」                                                                      | テレビアニメ『ぼっち・ざ・ろっく！』関連曲                                                      |
| 2025年3月26日  | クラスの大嫌いな女子と結婚することになった。2 完全生産限定版 Blu-ray&DVD 特典CD                   | 石倉陽鞠（鈴代紗弓） | 「スキキライも追い越して 〜陽鞠ver.〜」                                             | テレビアニメ『クラスの大嫌いな女子と結婚することになった。』エンディングテーマ                  |
| 2025年5月14日  | 質問、恋って何でしょうか？ feat.犬塚日葵（CV：鈴代紗弓）                                          | HoneyWorks feat.犬塚日葵（鈴代紗弓） | 「質問、恋って何でしょうか？」                                                      | テレビアニメ『男女の友情は成立する?（いや、しないっ!!）』関連曲                                 |
| 2025年5月28日  | クラスの大嫌いな女子と結婚することになった。4 完全生産限定版 Blu-ray&DVD 特典CD                   | 桜森朱音（矢野妃菜喜）、石倉陽鞠（鈴代紗弓）、北条糸青（稗田寧々） | 「スキキライも追い越して 〜3人ver.〜」                                              | テレビアニメ『クラスの大嫌いな女子と結婚することになった。』エンディングテーマ                  |
| 2025年6月25日  | プリンセスコネクト！Re:Dive PRICONNE CHARACTER SONG 49                                            | ルイズマリー（鈴代紗弓）、イロハ（青山吉能）、ソノ（井上ほの花） | 「レキメキ！」                                                                      | ゲーム『プリンセスコネクト！Re:Dive』挿入歌                                                     |
| 2025年7月30日  | クラスの大嫌いな女子と結婚することになった。6 完全生産限定版 Blu-ray&DVD 特典CD                   | 桜森朱音（矢野妃菜喜）、石倉陽鞠（鈴代紗弓）、北条糸青（稗田寧々）、桜森真帆（前田佳織里） | 「スキキライも追い越して 〜4人ver.〜」                                              | テレビアニメ『クラスの大嫌いな女子と結婚することになった。』エンディングテーマ                  |
| 2025年8月15日  | キミの隣                                                                                          | ノノア（鈴代紗弓） | 「キミの隣」                                                                        | ゲーム『2.5次元の誘惑 天使たちのステージ』関連曲                                                |
| 2025年9月17日  | 「青春ブタ野郎はサンタクロースの夢を見ない」 Blu-ray＆DVD第1巻 特典                               | スイートバレット | 「超音波のメロディ」                                                                | テレビアニメ『青春ブタ野郎はサンタクロースの夢を見ない』挿入歌                                  |

### その他参加作品
| 発売日        | 商品名                                | 歌       | 楽曲               | 備考                                                       |
| ------------- | ------------------------------------- | -------- | ------------------ | ---------------------------------------------------------- |
| 2021年9月17日 | Onsen Theme song Collection album 1st | ねねさゆ | 「Coral Memory's」 | Webラジオ『稗田寧々 鈴代紗弓のコーラルマイク』テーマソング |

### シリーズ一覧
1. ↑  第1期（2018年）、第2期『II』[20]（2019年）
2. ↑  第1期（2019年）、第2期『かぐや様は告らせたい？〜天才たちの恋愛頭脳戦〜』（2020年）、第3期『かぐや様は告らせたい-ウルトラロマンティック-』（2022年）、テレビスペシャル『かぐや様は告らせたい-ファーストキッスは終わらない-』（2023年）
3. ↑  第1期（2019年）、第2期『ぼくたちは勉強ができない！』（2019年）
4. ↑  第1期（2019年）、第2期（2021年）、第3期『NEW WORLD』（2023年）
5. ↑  第1期（2020年）、第2期『II』第1クール（2023年）、第2期『II』第2クール（2024年）
6. ↑  『業』（2020年 - 2021年）、続編『卒』（2021年）
7. ↑  第1期（2020年）、第2期（2022年）
8. ↑  第1クール（2021年）、第2クール（2021年 - 2022年）
9. ↑  第1期（2021年）、第2期『2』（2024年）
10. ↑  第2期第2部（2021年）、第3期（2024年）
11. ↑  第2期『2nd Season』（2022年）、第3期『3rd Season』（2024年）
12. ↑  第1期（2022年）、第2期（時期未定）
13. ↑  Season1（2022年）、Season2（2023年）
14. ↑  第1期（2023年）、第2期（2024年）
15. ↑  第1期（2023年）、第2期『東京奪還編』（2024年）

### 初出話一覧
1. ↑  第18話初出
2. 1 2 3  第2話初出
3. ↑  第4話初出
4. ↑  第8話初出
5. 1 2  第11話初出
6. 1 2 3 4 5 6 7 8 9 10  第1話初出
7. ↑  第25話初出
8. ↑  第13話初出
9. 1 2  第20話初出
10. 1 2  第6話初出
11. 1 2  第7話初出
12. ↑  第12話初出
13. ↑  第9話初出
14. ↑  第0話初出
15. ↑  第3話初出
16. ↑  第5話初出

### ユニットメンバー
1. ↑  キリエ（鈴代紗弓）、エンマ（幸村恵理）、ケイト（仲谷明香）、レオナ（瀬戸麻沙美）、ザラ（山村響）、チカ（富田美憂）
2. 1 2  レナ（内山茉莉）、ニナ（鈴代紗弓）
3. ↑  エレン・ミハイス（石原夏織）、ジェシカ・アーネート（朝日奈丸佳）、マイア・ゼムト（大野柚布子）、ノノ・イノータ（白石晴香）、シア・ミンシェン（宮本侑芽）、ヒムカ・ホウラ（鈴代紗弓）、カーサ・クルノア（嶺内ともみ）、シェリア・ニジェム（雨宮夕夏）
4. ↑  ツバキ（夏吉ゆうこ）、サザンカ（根本京里）、アサガオ（鈴代紗弓）、リンドウ（小原好美）、ベニスモモ（山根綺）、ミズバショウ（石見舞菜香）、トウワタ（富田美憂）、ウイキョウ（朝日奈丸佳）、キキョウ（田中美海）、モクレン（羊宮妃那）、ツワブキ（広瀬ゆうき）、ホウセンカ（河野ひより）、シオン（長谷川育美）、スズラン（遠野ひかる）、アジサイ（古賀葵）、フキ（南真由）、イタドリ（七瀬彩夏）、ウメ（和多田美咲）、ヒギリ（貫井柚佳）、スズシロ（高田憂希）、ハス（佳原萌枝）、ドクダミ（川井田夏海）、アオギリ（小市眞琴）、シャクヤク（土屋李央）、スミレ（ファイルーズあい）、アザミ（朝井彩加）、タンポポ（井上ほの花）、タチアオイ（市ノ瀬加那）、ヒグルマ（峯田茉優）、ハギ（近藤玲奈）、カゲツ（会沢紗弥）、ホトトギス（幸村恵理）、ムクゲ（伊藤彩沙）、ヒナギク（高野麻里佳）、キブシ（長縄まりあ）、オニユリ（大地葉）
5. ↑  青天国春（鈴代紗弓）、玉城杏夏（蟹沢萌子）、聖舞理王（夏吉ゆうこ）、祇園寺雪音（長谷川里桃）、伊藤紅葉（中川梨花）
6. ↑  喜多郁代（長谷川育美） / コーラス：山田リョウ（水野朔）、伊地知虹夏（鈴代紗弓）、後藤ひとり（青山吉能）
7. 1 2  豊浜のどか（内田真礼）、広川卯月（雨宮天）、安濃八重（渋谷彩乃）、中郷蘭子（鈴代紗弓）、岡崎ほたる（高木美佑）
8. ↑  稗田寧々、鈴代紗弓